# Alfred Vulpian
Edmé Félix Alfred Vulpian (Parigi, 5 gennaio 1826 – Parigi, 18 maggio 1887) è stato un neurologo e fisiologo francese, famoso per aver co-scoperto la atrofia muscolare spinale e il fenomeno Vulpian-Heidenhain-Sherrington.

## Biografia

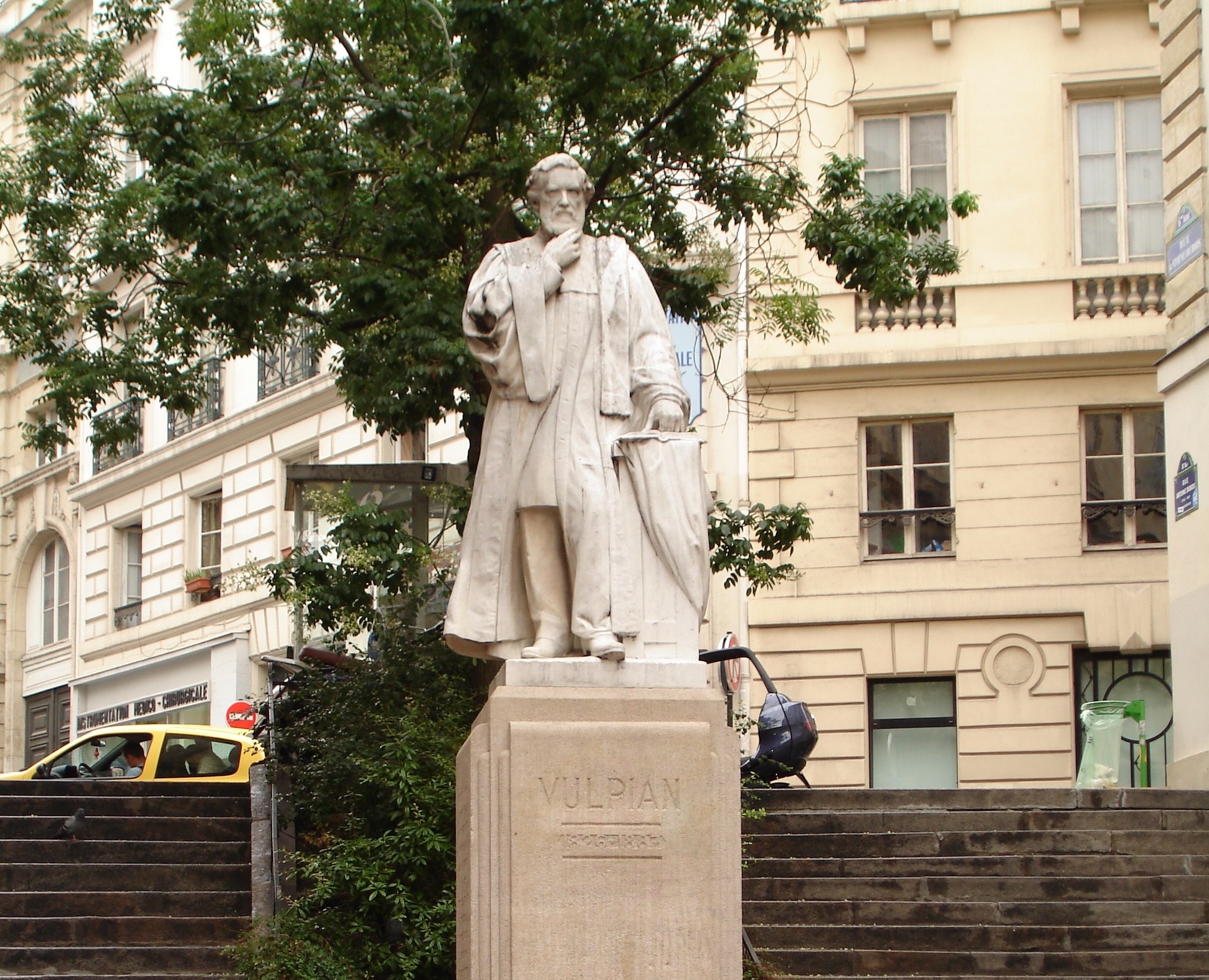
Monumento di Vulpian a Rue Antoine Dubois, Parigi

Vulpian nacque a Parigi, in Francia, nel 1826. Tra le altre scoperte e sperimentazioni rilevate, scoprì l'adrenalina nel midollare del surrene. Era il primo ad usare il termine "fibrillazione" per descrivere un ritmo irregolare caotico del cuore. Una grande statua di marmo è stata posta in sua memoria in Rue Antoine Dubois, a breve distanza dalla Facoltà di Medicina nella quale insegnò.

## Opere
- Essai sur l'origine réelle de plusieurs nerfs crâniens. Tesi di dottorato, Paris, 1853.
- Note sur quelques réactions propres à la substance des capsules surrénales. Comptes rendus de l'Académie des Sciences, Paris, 1856, 43: 663–665.
- Des pneumonies secondaires. Tesi di aggregazione, Paris, 1860.
- Leçons sur la physiologie générale et comparée du système nerveux, faites en 1864 au Muséum d'histoire naturelle. Paris, Gerner-Baillière, 1866.
- Leçons sur l'appareil vaso-moteur (physiologie et pathologie) faites à la Faculté de Médecine de Paris en 1873. Rédigées par H. C. Carville. Paris, Gerner-Baillière, 2 volumi, 1874–1875.
- Leçons sur la pathologie expérimentale de l'appareil digestif.
- Leçons sur l'action physiologique des poisons et médicaments, faites à la Faculté de médecine de Paris en 1875. Journal de l'École de Médecine.
- Maladies du système nerveux; leçons professées à la Faculté de Médecine. 2 volumi, Paris, Doin, 1879 e 1886.